# Disfazilitation
Disfazilitation (Synonym Inhibition, Bahnungsminderung) beschreibt in der Neurophysiologie den Vorgang der Unterdrückung einer tonischen Exzitation einer Nervenzelle.
Tierversuche zeigten, dass nach einer länger als 200 ms dauernden Hyperpolarisation kortikaler Nervenzellen dem inhibitorischen postsynaptischen Potential auch eine Disfazilitation folgt. Es wird postuliert, dass die Hemmung von Zwischenneuronen dafür verantwortlich ist.